# سانتياغو كورتيس
سانتياغو كورتيس (بالإسبانية: Santiago Cortés)‏ (19 يناير 1945 بالسلفادور - 25 يوليو 2011 بلوس أنجلوس في الولايات المتحدة) هو لاعب كرة قدم سلفادوري في مركزي الدفاع وقلب الدفاع، شارك في كأس العالم 1970. وشارك مع منتخب السلفادور لكرة القدم. أما مع النوادي، فقد لعب مع أتلتيكو مارته ‏.

## وصلات خارجية
- سانتياغو كورتيس على موقع الاتحاد الدولي (مؤرشف)  (الإنجليزية)
- سانتياغو كورتيس على موقع قاعدة بيانات كرة القدم.إي يو (الإنجليزية)
- سانتياغو كورتيس على موقع ناشيونال فوتبول تيمز (الإنجليزية)
- سانتياغو كورتيس على موقع Soccerway.com (الإنجليزية)
- سانتياغو كورتيس على موقع عالم كرة القدم.نت (الإنجليزية)